# Mehmet Ozan Tahtaişleyen
Mehmet Ozan Tahtaişleyen (* 18. Januar 1985 in Istanbul) ist ein türkischer ehemaliger Fußballspieler.

## Karriere

### Vereinskarriere
Mehmet Ozan Tahtaişleyen begann mit dem Vereinsfußball in der Jugend von Beşiktaş Istanbul. 2004 unterschrieb er mit Beşiktaş seinen ersten Profivertrag, spielte er weiterhin ausschließlich für die Reservemannschaft.
Zum Frühjahr 2005 wechselte er dann zum Erstligisten Gaziantepspor. Hier spielte er nahezu immer für die Reservemannschaft und kam nur in einem Ligaspiel zum Einsatz. Die Saison 2006/07 spielte er als Leihgabe beim Zweitligisten Uşakspor. Die nächste Saison kehrte er zu Gaziantepspor und blieb hier ohne zum Einsatz zu kommen bis zur Winterpause.
Zur Rückrunde wechselte er dann zum Zweitligisten Kartalspor. Bereits zur neuen Saison verließ er seinen neuen Verein und ging zum Drittligisten Pendikspor.
Nach einer Spielzeit bei Pendikspor wechselte er erneut innerhalb der Liga. Diesmal zum zentralanatolischen Klub Elazığspor. Hier feierte er gleich in seiner ersten Saison mit diesem Verein die Meisterschaft der TFF 2. Lig und damit den direkten Aufstieg in die TFF 1. Lig. Auch die Saison 2011/12 kam er regelmäßig zu Einsätzen. Am vorletzten Spieltag schaffte man den sicheren Aufstieg in die Süper Lig.
Zur Saison 2012/13 wechselte er zum Zweitligisten Kayseri Erciyesspor. Mit diesem Verein feierte er zum Saisonende die Zweitligameisterschaft und stieg in die Süper Lig auf. Da sein auslaufender Vertrag nicht verlängert wurde, heuerte er für die kommende Saison beim Zweitligisten Şanlıurfaspor an. Wenige Wochen später wurde sein Wechsel zu Adanaspor bekanntgegeben. Im Sommer 2015 wechselte er zum Stadt- und Ligarivalen Adana Demirspor. Eine Saison später wurde er vom Zweitligisten Altınordu Izmir verpflichtet.
In der Wintertransferperiode 2016/17 kehrte er zu Elazığspor zurück, verließ ihn aber bereits nach einer halben Saison Richtung Ligarivalen Büyükşehir Belediye Erzurumspor. Auch hier verweilte er nur eine halbe Saison und zog dann zum Istanbuler Drittligisten Tuzlaspor weiter. Seine beiden letzten Spielzeiten absolvierte er für Sancaktepe FK und für Sarıyer SK.

### Nationalmannschaft
Mehmet Ozan Tahtaişleyen fing früh an für die türkischen Jugendnationalmannschaften zu spielen. Er durchlief ab der U-15 nahezu alle Jugendmannschaften.
2004 gelang ihm mit der türkischen U-19 der Finaleinzug bei der U-19-Fußball-Europameisterschaft 2004. Hier scheiterte man nach einer 0:1-Niederlage gegen die spanische U-19 und wurde Vize-Europameister der U-19.

## Erfolge
Mit Elazığspor
- Meister der TFF 2. Lig und Aufstieg in die TFF 1. Lig: 2010/11
- Vizemeister der TFF 1. Lig und Aufstieg in die Süper Lig: 2011/12

Mit Kayseri Erciyesspor
- Meister der TFF 1. Lig und Aufstieg in die Süper Lig: 2012/13

Türkische U-19-Nationalmannschaft
- Vize-U-19-Europameister: 2004